# Королевство Кайт
Кайт — пиктское королевство, возникшее около 800 г. н. э. в Раннем Средневековье. Оно было сосредоточено на территории нынешнего Кейтнесса на севере Шотландии.
Согласно пиктской легенде, оно было основано Кайттом (или Катом), одним из семи сыновей предка Круитна. Территория Кайта охватывала не только современный Кейтнесс, но и юго-восток Сазерленда.
Топоним Caithness происходит от Cait, которое также сохранилось в гэльском названии Сазерленда (Cataibh), в нескольких конкретных названиях в этом графстве и в самом раннем зарегистрированном названии Шетландских островов (Inse Catt, что означает «острова кошачьих людей»).
Уотсон (1994) сравнил это использование с ранним ирландским словом Innse Orc (острова кабанов) для Оркнейских островов и пришёл к выводу, что это племенные названия, основанные на животных.